# Samuel White
Samuel White (ur. w grudniu 1770 k. Dover, zm. 4 listopada 1809 w Wilmington) – amerykański polityk. Z wykształcenia prawnik. Wybrany z ramienia Federalistów na Senatora USA w 1801 w miejsce ustępującego Henry’ego Latimera. Ponownie wybrany w 1803 i 1809.